# Ringe Station
Ringe Station på Svendborgbanen ligger i Ringe på Midtfyn, omtrent midtvejs mellem Svendborg og Odense.

## Tidligere knudepunkt
Stationen var jernbaneknudepunkt, da Nyborg-Ringe-Faaborg Banen eksisterede. 1. april 1882 blev strækningen Ringe-Faaborg åbnet, og 1. september 1897 fulgte Ringe-Nyborg efter. Mens Ringe Station var knudepunkt, havde den seks hovedspor og tre perroner samt Fyns første perrontunnel (1897-1985). Den tredje perron blev fjernet i 1964-65 efter at banerne til Fåborg og Nyborg var blevet nedlagt 27. maj 1962.

## Ulykke
Svendborgbanens alvorligste ulykke skete den 7. april 1934, 500 meter syd for stationen i Ringe. Et forkert signal til toget mod Svendborg medførte, at det stødte sammen med det nordgående tog, der var forsinket og endnu ikke ankommet. Ved sammenstødet blev to ansatte dræbt og mange passagerer kvæstet.

## Perronspor
Ringe Station har en kapacitet på fem tog i timen (tre fra Odense og to fra Svendborg).
Stationen har fire spor; det fjerde blev tilføjet under sporarbejdet i sommeren 2009, hvor også den nedlagte tredje perron blev gendannet.
- På spor 1 holder tog fra Odense til Svendborg.
- På spor 2 holder tog fra Svendborg til Odense.
- Spor 3 ender blindt nordfra, og togene her kører derfor tilbage til Odense.
- Det nye spor 4 ender blindt sydfra.

Den 3. marts 2017 blev en ny tunnel under jernbanen indviet.